# Радна (Севниця)
Радна (словен. Radna) — поселення в общині Севниця, Споднєпосавський регіон, Словенія. Висота над рівнем моря: 180,5 м.